# Obie Trice
Obie Trice III (født 14. november 1977) er en amerikansk rapper fra Detroit, Michigan. Han begyndte at rappe i en tidlig alder af 11 år, og havde en masse undergrunds hits som "Respect", "My Club", "Dope Jobs Homeless", og "The Well Known Asshole", før han skrev sig på Eminems selskab Shady Records i 2000. Obie Trice krediterer sig selv for ikke at have noget kunstnernavn, og optræder derfor under sit borgerlige navn.

## Biografi
Som en bekendt af D12 medlemmet Bizzare, fik han skrevet sig ind efter en personlig introduktion med Eminem. Hans originale og stadig kørende manager er Samuel J Stewart. Det generelle publikum blev første gang introduceret for Obie på D12's Devil's Night album, som en gæsteoptræden. Hans one-line åbning ("Obie Trice: real name, no gimmicks.") på Eminems hovedsingle, "Without Me", fra The Eminem Show øgede offentlighedens bevidsthed om hans navn og slogan. Obie optrådte også i musikvideoen til sangen, hvor han maveplasker en efterligning, der forestiller Moby, spillet af Eminem. Optrædener på DJ Green Lantern's officielle Shady Records Invasion mixtape serie, gav ham adgang til at komme videre i offentligheden som et mere kendt ansigt. Han er kendt for sin alsidige rappestil og hans tydelige stemme med velbyggede rim.
I 2002, optrådte Trice i filmen 8 Mile som en af rapperne i Chin Tiki parkeringsplads scenen. Trice havde også en indslags optræden som Big Pimpin' i den Detroit lavede independent spillefilm Life Goes On, der havde premiere på Filmfestivalen i Cannes i maj 2006.
Kort tid efter før den første Invasion mixtape udgivelse, blev han involveret i Eminem-/Benzino-beefen, efter at blive trukket ind i det af Benzino med sætningen "Obie Trice/You's a buster" i et diss-nummer mod Eminem og Shady Records.
Som svar til Benzino, udgav Obie nummeret "Welcome to Detroit City" (et nummer med beat fra Cam'rons sang "Welcome to New York City") på det første Invasion mixtape. Han sluttede sig også til sine selskabskammerater i den højt publicerede Ja Rule-/50 Cent-beef, ved at optræde på DMX's "Go to Sleep", men modtog dog aldrig et direkte svar fra Ja Rule efter nummeret.
Hans debut album Cheers blev udgivet den 23. september 2003, hvor dens første single "Got Some Teeth" blev godt modtaget i radioen i et par lande. Han udgav også sangene "Don't Come Down" og "The Set Up". Albummet består af 17 numre med produktion fra Eminem, Dr. Dre, Timbaland, Mike Elizondo, Emile, Fredwreck og Kon Artis. Kunstnere der optræder på Cheers inkluderer Busta Rhymes, Eminem, 50 Cent, Lloyd Banks, Dr. Dre, Nate Dogg og D12 blandt andre. CD'en fik senere tildelt platinum af RIAA.
Den 31. december 2005 blev Trie skudt mens han kørte på Lodge-motorvejen ved Wyoming Avenue i Detroit. En af kuglerne ramte ham i hovedet. Trice var i stand til at dreje væk fra motorvejen, hvor hans kæreste tilkaldte politiet. Han blev ført til Providence Hospital og udskrevet senere den samme dag. Lægerne overvejer stadig, hvorvidt de skal fjerne kuglen, der gik ind i hans hoved, da det muligvis er for farligt at operere. I 2005 begyndte han at arbejde på sit andet album, Second Round's on Me, der blev udgivet den 15. august 2006.

## Diskografi

### Album
- 2003: Cheers U.S. #5 (Platinum; 1.2 millioner kopierer verden over), U.K. #11 (Gold)
- 2006: 2nd Rounds on Me
- 2009: Special Reserve

### Singler
| År   | Titel                         | Listeplaceringer | Listeplaceringer | Listeplaceringer | Listeplaceringer | Album             |
| År   | Titel                         | US Hot 100       | US R&B/Hip-Hop   | US Rap           | UK Singles       | Album             |
| ---- | ----------------------------- | ---------------- | ---------------- | ---------------- | ---------------- | ----------------- |
| 2003 | "Got Some Teeth"              | #54              | #33              | #12              | #8               | Cheers            |
| 2004 | "The Set Up (You Don't Know)" | #73              | #39              | #19              | #32              | Cheers            |
| 2004 | "Don't Come Down"             | -                | -                | -                | -                | Cheers            |
| 2006 | "Snitch" (med Akon)           | -                | -                | -                | -                | 2nd Round's On Me |